# Флоран (Долж)
Флоран (рум. Floran) насеље је у Румунији у округу Долж у општини Терпезица. Oпштина се налази на надморској висини од 182 m.

## Становништво
Према подацима из 2002. године у насељу је живело 89 становника, од којих су сви румунске националности.